# 日本生薬学会
一般社団法人 日本生薬学会（にほんしょうやくがっかい、英語: The Japanese Society Of Pharmacognosy (JSP)）は、日本の学術研究団体の一つ。

## 概要
1947年1月26日設立。学術研究団体としての種別は単独学会。
生薬学に関する学術の進歩および普及を図り、生薬学関係者・会員の研究成果の発表および研修をする機会を提供することで学術文化の発展に寄与することを目的に設立された。

## 沿革
- 1947年 - 日本生薬学会発足。
- 2013年 - 一般社団法人日本生薬学会へ移行。

## 刊行物

### Journal of Natural Medicines
- 誌名（和文）：Journal of Natural Medicines
- 誌名（欧文）：Journal of Natural Medicines
- 創刊年：2006
- 資料種別：ジャーナル（査読付き論文を含む）
- 使用言語：英語のみ
- 発行形態：印刷体、eジャーナル
- 著作権帰属先：-
- クリエイティブコモンズ：-
- 購読：有料

### 生薬学雑誌
- 誌名（和文）：生薬学雑誌
- 誌名（欧文）：-
- 創刊年：-
- 資料種別：ジャーナル（査読付き論文を含む）
- 使用言語：日本語のみ
- 発行形態：印刷体
- 著作権帰属先：-
- クリエイティブコモンズ：-
- 購読：有料